# Адольф Руссо (сорт)
Адольф Руссо (англ. Adolphe Rousseau) — напівмахровий сорт півонії, забарвлення квіток темно-червоне, пелюстки чергуються із золотистими тичинками. Висота рослини 100 см, діаметр квітки — 15 см.
Сорт ранній. 
Вибираючи ділянку для вирощування півоній, слід уникати низьких, сирих місць. Вони добре ростуть на відкритих сонячних ділянках. Найкращий для них спушений, багатий перегноєм садовий ґрунт.
Для хорошого зростання і розвитку рослини необхідно поливати, особливо влітку і осінню, коли розвиваються бруньки відновлення. Півонії можуть рости на одному місці до 10 років. Пересаджувати їх слід не частіше чим через 7-8 років. Розмножують найчастіше діленням куща. Кущ ділять на частини з 3-4 бруньками. При посадці бруньки повинні знаходитися на глибині 3-5 см від поверхні землі. Глибша посадка затримує цвітіння. Садильні ямки (60х60х60 см) заправляють гноєм, що добре перепрів, і суперфосфатом з розрахунку 15 кг гною і 500 г суперфосфату на ямку. Органічні і мінеральні добрива добре перемішують із землею. 
Висаджують півонії у кінці серпня — початку вересня. Після посадки рослини рясно поливають, потім лунки мульчують землею або торфом. Якщо під час ділення кущів відламалися частини коренів, їх також слід використати для розмноження. Корені півоній ріжуть на живці завдовжки до 10 см і висаджують на грядки з спушеним і вологим ґрунтом на глибину 10 см. Цвітіння наступає на 3-й рік після відростання втеч. При розмноженні півоній діленням куща отримують невелику кількість рослин. Більше прискореним є розмноження зеленими стебловими і листяно-бруньковими живцями, при цьому способі можна щорічно отримувати багато посадкового матеріалу. Живці заготовляють перед цвітінням. 
Найбільший ефект дає розмноження листяно-бруньковими живцями, оскільки при цьому способі можна отримати в 2 рази більше живців. Листяно-бруньковий живець зрізується з шматочком стебла завдовжки 4 см. Якщо лист дуже великий, то для зменшення площі випару його пластинку трохи обрізують. Живці висаджують похило в холодний парник з поживною землею, покритою шаром (6-7 см) крупного піску. Листові пластинки не повинні затінювати один одного. Пазушну бруньку закривають шаром піску в 2 см Для успішного вкорінення живці завжди повинні знаходитися у вологому повітрі при температурі 20°. Залежно від біологічних особливостей сорту укорінюється 60-90% живців. Корені відростають через 45-50 днів після посадки. На зиму живці залишають в парниках, утепляють сухим листям і сосновим ялиновим гіллям. Навесні живці висаджують на грядки. 
Півонії, вирощені з живців, зацвітають на 3-й рік. Насінний спосіб розмноження застосовують тільки при виведенні нових сортів, оскільки сіянці не передають ознак материнської рослини. Насіння висівають відразу ж після збору, не даючи їм пересихати. Сходи з'являються через 1-2 роки. Найкраще сіяти зріле насіння. Сіянці розвиваються дуже повільно, зацвітають тільки на 5-6-й рік. Догляд за півоніями полягає в розпушуванні ґрунту, поливі і підгодівлях рослин. Впродовж вегетаційного періоду дають 3 підгодівлі коров'яком з додаванням 25 г калійній солі і 50 г суперфосфату на відро води. Перший раз підгодовують в період відростання рослин, другий — в період бутонізації і третій — після того, як півонії відквітнули. Восени під час перекопування під кожен кущ вносять гній, що добре перепрів. Це сприяє хорошому зростанню і розвитку, а також щедрому цвітінню наступного року. Перед початком заморозків надземну частину зрізують біля поверхні ґрунту. Зрізані стебла спалюють, оскільки вони є розсадником грибних хвороб і місцем зимівлі шкідників. Півонії добре зимують без укриття, але знову посаджені рослини, які ще погано укорінилися, необхідно утеплити торфом або сухим листям шаром 10-15 см.